# SGV Freiberg Fußball

Vereinswappen des Muttervereins SGV Freiberg

Der Sport- und Gesangsverein Freiberg Fußball e. V. (kurz SGV Freiberg) ist ein Fußballverein aus der baden-württembergischen Stadt Freiberg am Neckar. Bekannt ist der Verein vor allem durch die 2022 in die Regionalliga Südwest aufgestiegene erste Mannschaft. Darüber hinaus verfügt der Verein über ein eigenes Nachwuchsleistungszentrum mit zahlreichen Juniorenmannschaften.

## Geschichte

### Ursprünge
Im Jahre 1913 wurde der Fußballverein Spartania Heutingsheim gegründet und bildet damit den Ursprung des Fußballsports im heutigen Freiberg am Neckar. Gemeinsam mit dem Turnverein Heutingsheim und dem Radfahrerverein Wanderlust schloss man sich 1921 zum Sportverein Heutingsheim zusammen. 1945 wurde als Zusammenschluss aller sportlichen und kulturellen Aktivitäten des Ortes der Sport- und Gesangverein (SGV) Heutingsheim gegründet. Am 26. Oktober 1973 fusionierten die Fußballabteilungen des SGV Heutingsheim und des TSV Beihingen zum SGV Freiberg.
Direkt im ersten Jahr gelang den Fußballern 1974 der Aufstieg in die Bezirksliga. 1981 folgte der Aufstieg in die Landesliga und 1991 in die Verbandsliga, aus der man 1993 wieder abstieg. 1994 schaffte man den direkten Wiederaufstieg, stieg 1998 aber wieder ab. Auf den erneuten direkten Wiederaufstieg 1999 folgte 2001 der erste Aufstieg in die Oberliga Baden-Württemberg. Die höchste Niederlage in der Oberliga Baden-Württemberg musste der SGV Freiberg 2005 bei einem 0:13 gegen den SSV Ulm 1846 einstecken.
2004 erreichte der Verein nationale Aufmerksamkeit durch seine Fußball-A-Jugend, die u. a. mit den Spielern Marc Schnatterer und Marco Grüttner ins Finale des DFB-Junioren-Vereinspokals 2004 einzog, dort aber Hertha BSC um Kevin-Prince Boateng und Patrick Ebert mit 0:5 unterlag. In der Saison 2011/12 spielten die B-Junioren des Vereins für ein Jahr in der U17-Bundesliga.

### Abspaltung der Fußballabteilung
Wie die anderen Abteilungen spaltete sich 2010 auch die Fußballabteilung vom Hauptverein ab und ist seither ein eigener Verein als SGV Freiberg Fußball.
Zur Zeit der Abspaltung spielte der Verein seit neun Jahren ununterbrochen in der Oberliga. 2011 stieg man nach zehn Jahren in die Verbandsliga Württemberg ab. Unter dem neuen Trainer Ramon Gehrmann gelang 2012 der direkte Wiederaufstieg und anschließend die Etablierung als bester württembergischer Verein in der Oberliga. Als Fünfter, Vierter und Dritter wurde man von 2013 bis 2015 dreimal in Folge beste württembergische Mannschaft. Nach dem Abgang von Gehrmann als Nachwuchstrainer zum Karlsruher SC, stieg Freiberg nach einer Saison mit vier verschiedenen Trainern 2016 in die Verbandsliga ab. Nach einem Jahr kehrte Gehrmann als Trainer zurück und führte Freiberg 2017 wieder direkt zurück in die Oberliga und dort 2018 als Aufsteiger auf Platz drei. Nach Platz sieben 2019 verließ Gehrmann den Verein zum zweiten Mal. Die Saison 2019/20 wurde aufgrund der Covid-19-Pandemie vorzeitig abgebrochen. Da deshalb auf Absteiger verzichtet wurde, blieb der SGV Freiberg in der Oberliga, obwohl man auf Platz 16 und damit eigentlich auf einem Abstiegsplatz stand.
Zur Saison 2020/21 verstärkte sich der Verein mit einigen namhaften Spielern. Unter anderem kehrte der ehemalige Freiberger Marco Grüttner nach dem Ende seiner Profikarriere als spielender sportlicher Leiter zurück. Neuer Trainer wurde am 27. Juli 2020 Evangelos Sbonias. Unter ihm entwickelte sich Freiberg schnell zum Topteam der Liga, blieb die ersten 13 Spiele ungeschlagen und führte die Tabelle mit fünf Punkten Vorsprung auf die Zweitplatzierten Stuttgarter Kickers an. Aufgrund der Covid-19-Pandemie kam es erneut zum Saisonabbruch. Hatte Freiberg ein halbes Jahr zuvor davon profitiert, war man nun Leidtragender, da die Saison komplett annulliert wurde und es dadurch keine Aufsteiger gab.
So startete der SGV als Topfavorit in die Oberliga-Saison 2021/22 und untermauerte diesen Status mit nur einer Niederlage in der Hinrunde. Nach dem 28. Spieltag, drei Unentschieden in Folge und dem Abrutschen auf Platz zwei wurde Sbonias als Trainer entlassen. Fünf Tage zuvor hatte er angekündigt, seinen Vertrag nicht zu verlängern und den Verein am Saisonende zu verlassen. Als neuen Trainer präsentierten die Freiberger am 13. April 2022 Ramon Gehrmann, der damit seine dritte Amtszeit beim SGV antrat. Unter ihm blieb das Team in den verbliebenen elf Spielen ungeschlagen, holte neun Siege und eroberte somit Platz eins zurück. In einem spannenden Fernduell mit den Stuttgarter Kickers fiel die Entscheidung erst mit am letzten Spieltag, als Marcel Sökler im Auswärtsspiel beim FC Nöttingen in der letzten Sekunde der Nachspielzeit der 2:1-Siegtreffer gelang. Damit verteidigte der SGV Freiberg die Tabellenspitze und steigt erstmals in seiner Vereinsgeschichte in die Regionalliga Südwest auf.

## Sportstätten
Ihre Heimspiele tragen die Mannschaften im Wasenstadion aus. Neben dem Stadion stehen im Sportgelände Wasen noch zwei weitere Rasenspielfelder, ein Rasen-Trainingsplatz und ein Kunstrasenplatz zur Verfügung. Das Wasenstadion hat ein Fassungsvermögen von 4.000 Zuschauern, davon rund 800 Sitzplätze auf der Tribüne. Der Zuschauerrekord liegt bei 1.800 zum ersten Oberliga-Derby gegen die SpVgg 07 Ludwigsburg in der Saison 2001/02.

## Platzierungen seit der Saison 2001/02
- Oberliga Baden-Württemberg 2001/02 – 13. Platz
- Oberliga Baden-Württemberg 2002/03 – 11. Platz
- Oberliga Baden-Württemberg 2003/04 – 14. Platz
- Oberliga Baden-Württemberg 2004/05 – 14. Platz
- Oberliga Baden-Württemberg 2005/06 – 07. Platz
- Oberliga Baden-Württemberg 2006/07 – 05. Platz
- Oberliga Baden-Württemberg 2007/08 – 12. Platz
- Oberliga Baden-Württemberg 2008/09 – 10. Platz
- Oberliga Baden-Württemberg 2009/10 – 08. Platz
- Oberliga Baden-Württemberg 2010/11 – 15. Platz
- Verbandsliga Württemberg 2011/12 – 01. Platz
- Oberliga Baden-Württemberg 2012/13 – 05. Platz
- Oberliga Baden-Württemberg 2013/14 – 04. Platz
- Oberliga Baden-Württemberg 2014/15 – 03. Platz
- Oberliga Baden-Württemberg 2015/16 – 15. Platz
- Verbandsliga Württemberg 2016/17 – 01. Platz
- Oberliga Baden-Württemberg 2017/18 – 03. Platz
- Oberliga Baden-Württemberg 2018/19 – 07. Platz
- Oberliga Baden-Württemberg 2019/20 – 16. Platz
- Oberliga Baden-Württemberg 2020/21: Saison annulliert (1. Platz zum Zeitpunkt des Abbruchs nach 13 Spieltagen)
- Oberliga Baden-Württemberg 2021/22 – 01. Platz
- Regionalliga Südwest 2022/23 – 014.Platz
- Regionalliga Südwest 2023/24 – 04.Platz
- Regionalliga Südwest 2024/25 – 03.Platz

## Kader der Saison 2024/25
(Stand: 12. April 2025)
| Nr.        | Nat.         | Spieler             | Geboren       | Im Verein seit |
| ---------- | ------------ | ------------------- | ------------- | -------------- |
| Tor        |              |                     |               |                |
| 01         | Deutschland  | Michael Gelt        | 5. Feb. 2002  | 2022           |
| 31         | Deutschland  | Thomas Bromma       | 22. Sep. 1992 | 2024           |
| 99         | Deutschland  | Luc Ziegler         | 15. März 2005 | 2024           |
| Abwehr     |              |                     |               |                |
| 02         | Kroatien     | Tino Bradara        | 12. Dez. 1997 | 2024           |
| 03         | Deutschland  | David Pisot         | 6. Juli 1987  | 2023           |
| 04         | Deutschland  | Nico Moos           | 7. Apr. 2000  | 2024           |
| 13         | Deutschland  | Yannick Osée        | 13. Juni 1997 | 2023           |
| 14         | Deutschland  | Linus Weik          | 22. Nov. 2004 | 2023           |
| 17         | Deutschland  | Mike Manegold       | 28. März 2003 | 2025           |
| 22         | Deutschland  | Luca Stellwagen     | 10. Dez. 1998 | 2024           |
| 30         | Deutschland  | Frederik Rahn       | 26. Sep. 2004 | 2024           |
| Mittelfeld |              |                     |               |                |
| 06         | Deutschland  | Niklas Tarnat       | 26. Mai 1998  | 2024           |
| 07         | Rumänien     | Leon Petö           | 26. Mai 1998  | 2025           |
| 08         | Griechenland | Iosif Maroudis      | 23. März 1998 | 2023           |
| 10         | Schweiz      | Marco Kehl-Gómez    | 1. Mai 1992   | 2022           |
| 11         | Deutschland  | Luca Battista       | 11. Jan. 2005 | 2024           |
| 19         | Italien      | Domenico Alberico   | 23. Jan. 1999 | 2023           |
| 20         | Kosovo       | Armend Qenaj        | 7. Aug. 2003  | 2024           |
| 21         | Deutschland  | Tim-Niklas Pietzsch | 28. Aug. 2004 | 2023           |
| 23         | Kosovo       | Dion Berisha        | 9. Mai 2003   | 2025           |
| 44         | Deutschland  | Görkem Koca         | 19. Juli 2004 | 2024           |
| Sturm      |              |                     |               |                |
| 09         | Libanon      | Hilal El-Helwe      | 24. Nov. 1994 | 2024           |
| 18         | Deutschland  | Patrick Vuc         | 11. März 2004 | 2025           |
| 29         | Slowenien    | Gal Grobelnik       | 21. Juli 2001 | 2024           |

## Erfolge
Meisterschaft
- Württembergischer Meister 2013, 2014, 2015[10]
- Meister der Oberliga Baden-Württemberg 2022
- Meister der Verbandsliga Württemberg 2001, 2012, 2017
- Rang 12 in der Ewigen Tabelle der Fußball-Oberliga Baden-Württemberg

Pokal
- Finalteilnahme beim DFB-Junioren-Vereinspokal 2004 (A-Jugend)

## Persönlichkeiten
- Antonio Čolak, Profi u. a. bei 1. FC Nürnberg und SV Darmstadt 98; spielte in der Jugend von 1997 bis 2000 und 2008 bis 2010 in Freiberg
- Steffen Dangelmayr, ehem. Profi beim VfB Stuttgart, beendete seine Karriere 2008 in Freiberg
- Willi Entenmann, ehem. Profi und Trainer u. a. beim VfB Stuttgart, war von 2003 bis 2004 Cheftrainer in Freiberg
- Sven Franzen, spielte von 2008 bis 2014 in Freiberg
- Alfonso Garcia, ehem. Profi u. a. bei SpVgg Unterhaching und SSV Reutlingen 05, spielte von 1989 bis 1991 in Freiberg
- Thomas Gentner, ehem. Profi u. a. bei den Stuttgarter Kickers und TuS Koblenz, spielte von 2016 bis zum Karriereende 2019 in Freiberg
- Marco Grüttner, ehem. Profi u. a. Stuttgarter Kickers und SSV Jahn Regensburg, spielte in der Jugend sowie von 2007-2009 und 2020-2022 in Freiberg; seit 2020 Sportlicher Leiter
- Jens Härter, ehem. Profi u. a. bei Stuttgarter Kickers und SSV Reutlingen 05, spielte von 1999 bis 2004 und 2010-2012 in Freiberg
- Manuel Hartmann, ehem. Profi u. a. bei FC Ingolstadt 04 und Holstein Kiel, spielte von 2003 bis 2005 in Freiberg
- Marco Kehl-Gómez, Profi u. a. in der Schweiz, beim Chemnitzer FC und Türkgücü München; spielt seit Januar 2022 in Freiberg
- Michael Klauß, Profi u. a. beim VfR Aalen und SSV Jahn Regensburg, spielte 2020-2022 in Freiberg
- Tim Leibold, Profi u. a. beim 1. FC Nürnberg und Hamburger SV, spielte bis 2013 in Freiberg
- Jeremias Lorch, Profi u. a. beim SV Wehen Wiesbaden und FC Viktoria Köln, spielte von 2011 bis 2014 in Freiberg
- Christian Mauersberger, Profi u. a. beim Chemnitzer FC und FSV Zwickau, spielt seit 2020 in Freiberg
- Eckhard Müller, ehem. Profi u. a. bei VfB Stuttgart und Stuttgarter Kickers, spielte von 1986 bis zum Karriereende 1987 in Freiberg
- Milorad Pilipović, November 2019 bis Juli 2020 Cheftrainer in Freiberg
- Marco Pischorn, ehem. Profi, u. a. bei VfB Stuttgart, SV Sandhausen und Preußen Münster, spielte von 2016 bis zum Karriereende 2019 in Freiberg
- Maximilian Rohr, Profi bei FC Carl Zeiss Jena und Hamburger SV, spielte 2018/19 in Freiberg
- Rouven Sattelmaier, ehem. Profi, u. a. 1. FC Heidenheim, FC Bayern München II und SV Darmstadt 98, spielte in der Jugend in Freiberg
- Mahir Savranlıoğlu, ehem. Profi u. a. beim FC Schalke 04 und Stuttgarter Kickers, spielte von 2015 bis 2017 in Freiberg
- Marc Schnatterer, Profi beim 1. FC Heidenheim; spielte von 2001 bis 2006 in Freiberg
- Mario Wildmann, ehem. Profi u. a. beim SSV Reutlingen 05 und Rot-Weiß Oberhausen, spielte von 2004 bis zum Karriereende 2005 in Freiberg, später hier auch Co-Trainer